# Gate Helmsley
Gate Helmsley est un village et une paroisse civile du Yorkshire du Nord, en Angleterre.